# Парадокс на Мур
Парадоксът на Мур е отбелязан от Джордж Едуард Мур по време на негова лекция. Той представлява парадоксално несъответствие в изречение като „Навън вали, но аз не вярвам, че е така“. Напротив, „Навън вали, но той не вярва, че е така“ е напълно смислено твърдение.
Както смисленото, така и парадоксалното изречение, са обединения на две по-кратки изречения: (1) „Вали“ и (2a) „Аз не вярвам, че вали“ или (2b) „Той не вярва, че вали“. Освен това, както (2a), така и (2b), са еднакво съвместими с (1), доколкото те могат да бъдат верни едновременно. Въпреки това човек не би изказал логично едновременно (1) и (2a).
Изводът вероятно е нещо такова: Изречения като „Той вярва, че p“ и „Тя вярва, че p“ (където p е произволно твърдение), са описания на някаква част от света, а именно вярванията на други хора. От друга страна еквивалентът в първо лице, „Аз вярвам, че p“, изглежда не функционира като описание на мен, на факта, че аз вярвам, че p. Той по-скоро функционира като потвърждение на самото p. Ако реша да потвърдя „p“, то аз решавам да потвърдя „Аз вярвам, че p“ и обратното. Това не е вярно за случая в трето лице. Може да се каже, че има асиметрия между логическата форма при приписването на вяра в първо и трето лице.
Приписването на знание не следва същото правило. Например, „Аз знам, че вали, макар че не е така“ е противоречие, но същото е и с „Иван знае, че вали, макар че не е така“. Асиметрията не се запазва, защото да кажем, че някой знае p, за разлика от това да кажем, че той просто вярва, че p, е потвърждение на самото p, както в първо, така и в трето лице: човек нарича дадено вярване знание, само когато смята, че то е истинно. Възможно е, обаче, да бъдат създадени сравнителни парадокси при приписването на знание.